# Gigi (nouvelle)
Pour les articles homonymes, voir Gigi.
Gigi est une nouvelle écrite par Colette en 1944, à l'âge de 71 ans, un de ses derniers écrits, dix ans avant sa mort.
Le thème de la nouvelle est celui des demi-mondaines de la Belle Époque, à Paris, vers 1900, et plus précisément celui du devenir d'une adolescente qui grandit et évolue dans ce milieu, s'inspirant de la relation de Yola Henriquet et du patron de presse Henri Letellier.
Cette nouvelle sera pendant des décennies une source d'inspiration pour des adaptations au cinéma et au théâtre, sous ce même titre « Gigi ».

## Résumé
Colette situe explicitement sa nouvelle en 1899, à Paris. Gilberte, dite Gigi, est une jeune Parisienne de quinze ans qui vit avec sa mère et sa grand-mère dans un environnement relativement modeste. Toutefois ce milieu féminin est fort intéressé par le beau monde et attentif aux ragots mondains. Sa mère, Andrée, est une célibataire au caractère effacé, chanteuse à l'Opéra-Comique. Sa grand-mère, Mamita, qui se fait appeler Mme Alvarez - du nom d'un amant jadis - et prénommée Inès, est une ancienne demi-mondaine, ou cocotte, aux modestes conquêtes. Déçue que sa fille n'ait pas fait carrière dans la galanterie, elle reporte ses espoirs sur Gigi. Elle est surtout aidée en cela par sa sœur, Alicia de Saint-Efflam, une femme de tête, au glorieux et lucratif passé de courtisane. Ainsi chaperonnée Gigi semblerait destinée aux amours vénales.
Gigi entretient des rapports de bonne camaraderie avec le jeune Gaston Lachaille, le fils d'un supposé amant de Mamita jadis. Gaston est le richissime héritier d'une fabrique de sucre, grand noceur mondain parisien et séducteur réputé, qui fait la une de la presse mondaine et alimente les ragots. Celui-ci vient pourtant visiter régulièrement la modeste famille Sanchez, en tant qu'ami de la maison. Cela lui permet d'échapper un instant à sa vie mondaine trépidante. Cependant lorsque Gaston tombe amoureux de Gigi, la maturité et l'esprit décidé de Gigi se révèlent. Elle refuse de n'être qu'une nouvelle conquête, éphémère, pour le jeune homme, et destinée ainsi à une vie de demi-mondaine. Elle repousse ses avances, ce qui stupéfie et scandalise sa grand-mère et sa tante. L'amour de Gaston pour Gigi sera alors assez fort pour qu'il se résolve à demander sa main.

## Adaptations

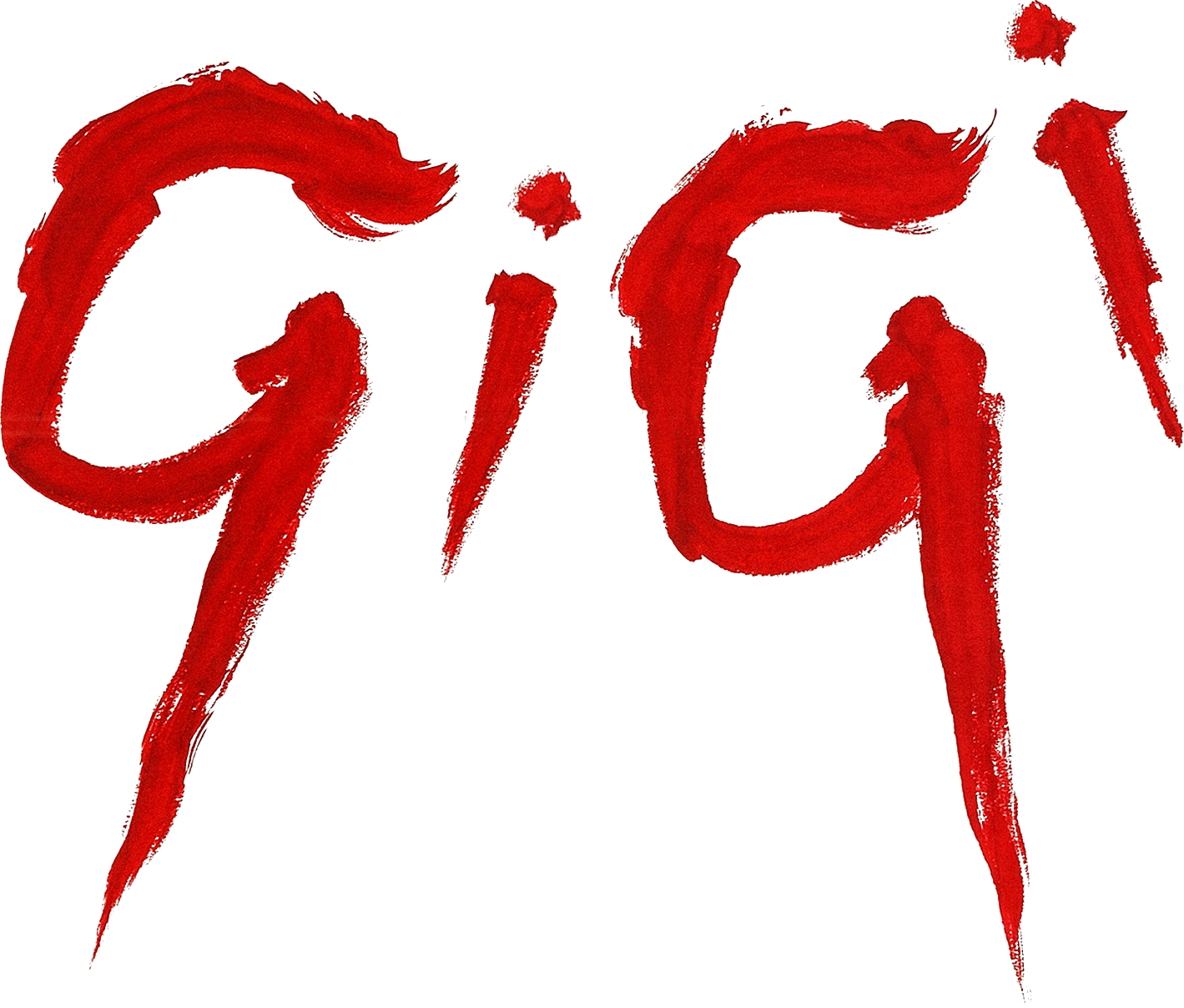
Poster du film de 1958 adapté de la nouvelle.

Dès 1949, en France, une première adaptation cinématographique est réalisée par une des premières femmes metteur-en-scène, Jacqueline Audry.
Ensuite, à l'instigation de Colette, est montée une adaptation pour la scène à Broadway, en 1951-1952, dont le texte en anglais est écrit par Anita Loos dans une mise en scène de Raymond Rouleau, avec Audrey Hepburn (choix de Colette) dans le rôle de Gigi. Vers 1957 cette pièce est reprise à Londres, avec Leslie Caron en Gigi, mais rencontre peu de succès.
Puis une seconde adaptation américaine, cette fois au cinéma, dans un film musical réalisé par Vincente Minnelli qui sort sur les écrans en 1958 (aux États-Unis et, en 1959, en France, au Festival de Cannes), avec, notamment, dans des rôles principaux, Leslie Caron et Maurice Chevalier (scénario d'Alan Jay Lerner et musique de Frederick Loewe, un tandem spécialiste des comédies musicales). Ce film musical, créé aux États-Unis, sous l'impulsion du producteur Arthur Freed, présente un scénario complètement nouveau par rapport à la pièce de Broadway. Arthur Freed avait déjà produit , en 1951, Un Américain à Paris, autre film musical du réalisateur Minnelli, mettant en vedette la célèbre jeune actrice française de Hollywood, Leslie Caron. Gigi (1958) est tourné en anglais, mais compte dans sa distribution plusieurs acteurs français de Hollywood : Chevalier, Caron, Jourdan. Une partie des extérieurs sont tournés à Paris, une première pour une comédie musicale. Ce film musical remporte plusieurs prix. Audrey Hepburn et Dirk Bogarde, pressentis tous deux pour jouer dans ce film, avaient décliné les rôles respectivement de Gigi et Lachaille : ils furent remplacés par Leslie Caron et Maurice Chevalier. Le scénario prend quelques libertés avec la nouvelle de Colette, en créant notamment un nouveau rôle principal, celui du très riche et très mondain oncle Lachaille, mentor de son neveu Gaston, un rôle fait pour Maurice Chevalier.
D'autres adaptations théâtrales furent montées en France, dans des théâtres parisiens, en 1954 et 1965.
En 2006, Caroline Huppert a adapté la nouvelle pour la télévision, sous le titre Mademoiselle Gigi.
Le thème vaguement sulfureux de cette nouvelle de Colette est plus voilé dans certaines prudes adaptations que dans la nouvelle. Dans le film de Minnelli, en 1958, il est quasi escamoté, et affadi, renvoyant à une certaine culture française libertine de jadis, et étrangère. Or, il s'agit du même thème, de manière plus floue et policée, que le thème du controversé film américain de Louis Malle La Petite (Pretty Baby), de 1978, situé aux États-Unis, à savoir le devenir d'une adolescente « innocente » qui grandit dans un environnement de courtisanes.

### Théâtre
- 1951 : Gigi, adaptation (en anglais) d'Anita Loos, mise en scène de Raymond Rouleau, avec Audrey Hepburn[3]
- 1954 : Gigi, adaptation Anita Loos et Colette, mise en scène Jean Meyer, Théâtre des Arts
- 1965 : Gigi, mise en scène de Jean-Michel Rouzière, avec Muriel Baptiste, Philippe Dehesdin, Paul Guers, Jacqueline Ricard, Renée Saint-Cyr, Alice Tissot, au Théâtre du Palais-Royal à Paris.

### Cinéma
- 1949 : Gigi, film français de Jacqueline Audry
- 1958 : Gigi, film américain de Vincente Minnelli

### Télévision
- 2006 : Mademoiselle Gigi, téléfilm de Caroline Huppert